# Cornelis Lely
Cornelis Lely (Ámsterdam, 23 de septiembre de 1854 - La Haya, 22 de enero de 1929) fue un ingeniero civil y diplomático de Países Bajos. Fue gobernador de Surinam desde 1902 hasta 1905, enviado por Países Bajos para buscar oro en aquella tierra que en ese entonces era colonia holandesa. Un pueblo surinamés fue bautizado por él, Lelydorp. 
Estando en Países Bajos de nuevo, diseñó y realizó los trabajos del Afsluitdijk o más conocido como el dique de cierre entre Holanda Septentrional y la Provincia de Frisia, el mayor proyecto emprendido por Países Bajos, que comprendía el confinamiento del mar del sur para convertirlo en un lago de agua dulce y confinarlo para evitar recurrentes inundaciones. El proyecto se archivó durante la Primera Guerra Mundial y se desestimó por parte de los pescadores que creyeron que sería demasiado costoso; tal decisión obligó a Lely a incursionar en política y finalmente se iniciaron las obras del Zuiderzee en 1920.